# 地球温暖化への対策
地球温暖化への対策は、その方向性により、温暖化を抑制する「緩和」（mitigation）と、温暖化への「適応」（adaptation）の2つに大別できる。
地球温暖化の緩和策として様々な自主的な努力、および政策による対策が進められ、幾つかはその有効性が認められている。現在のところ、その効果は温暖化を抑制するには全く足りず、現在も温室効果ガスの排出量は増え続けている。しかし現在人類が持つ緩和策を組み合わせれば、今後数十年間の間に温室効果ガス排出量の増加を抑制したり、現状以下の排出量にすることは経済的に可能であるとされる。同時に、「今後20 - 30年間の緩和努力が大きな影響力を持つ」「気候変動に対する早期かつ強力な対策の利益は、そのコストを凌駕する」とも予測されており、現状よりも大規模かつ早急な対策の必要性が指摘されている（IPCC第4次評価報告書 第三作業部会報告書〈以降『AR4 WG III』とする〉、スターン報告）。
地球温暖化の緩和策と並行して、すでに起こりつつある地球温暖化による影響への対策、いわゆる適応策についても、さまざまな自主的行動、政策的行動が進められている。

## 対策の枠組み
地球温暖化の緩和策・適応策を話し合う国際的な枠組みとして、最も大きなものが気候変動枠組条約（UNFCCC）の締約国会議（COP）であり、この会議を軸に京都議定書が1997年に制定されている。また、京都議定書の後継としてパリ協定が2015年に締結された。多国間の国際的な協定（合意）で、2020年以降の地球温暖化対策を定めている。
このほかの政治的な枠組みとして、主に自治体単位の気候変動に関する世界市長・首長協議会（WMCCC）や気候変動防止都市キャンペーン（CCP）などがある。いずれも、緩和策の具体的な内容や計画を策定している。鳩山由紀夫内閣は2020年までに二酸化炭素排出量を1990年度の排出量の25 %削減を宣言した。

## 緩和策

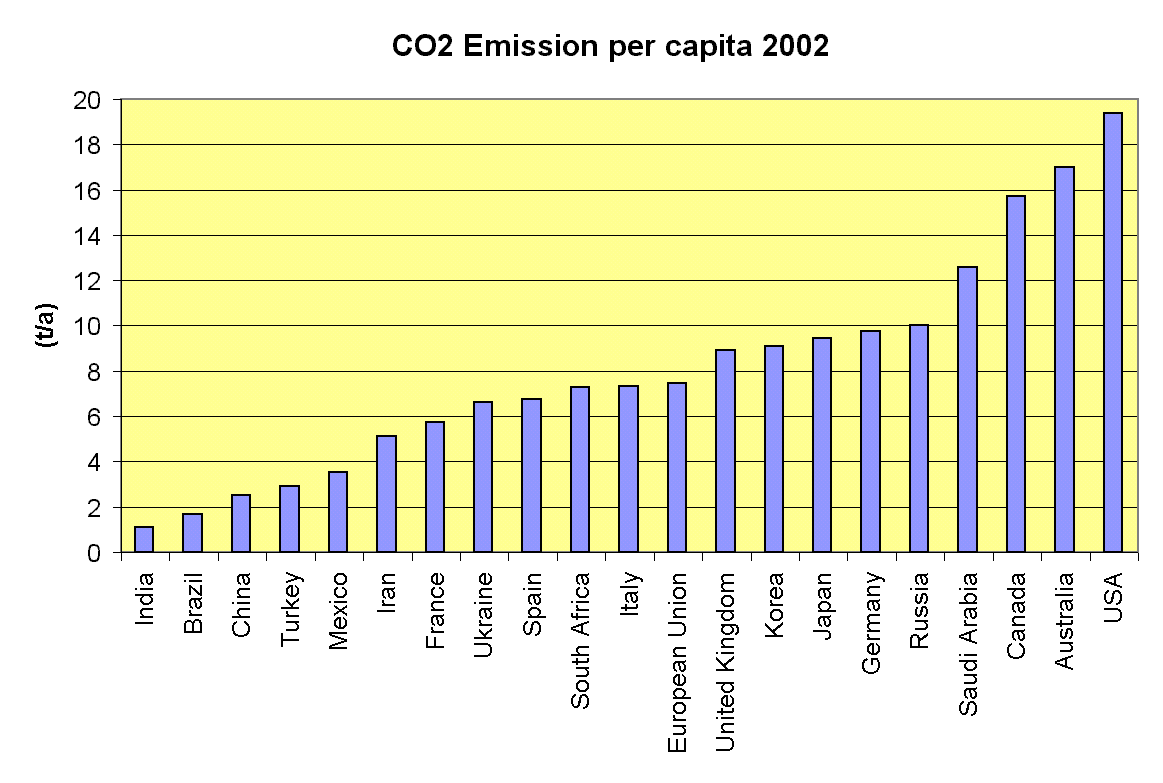
国別一人当たり年間二酸化炭素排出量(2002年)

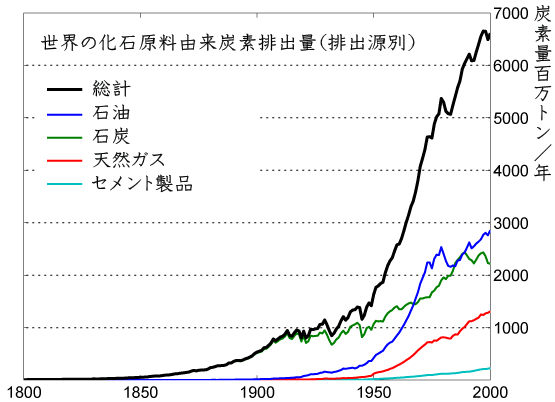
世界の化石原料由来の排出源別年間二酸化炭素排出量の推移(炭素換算、単位100万トン)

第4次報告書では、全ての対策を施した後に安定化した際の温室効果ガスの濃度が鍵を握るとされる。温室効果ガスの排出量削減を早めれば早めるほど、安定化時の濃度は低くなり、平均気温の上昇も抑えられ、経済的損失も小さくなる。遅ければ遅いほど、生物種減少などの不可逆的損失、経済的損出、環境難民などは増加する。よって、対策を行う上ではどれくらいの濃度までが許容されるか、というのが重要である。
対策コストと経済的損失のバランスという視点から試算を行ったスターン報告では、CO2濃度を550 ppmに抑えるコストは世界のGDPの1 %と見積もられ、巨額ではあるが支出可能であり、対策の無い場合に想定される被害（今世紀末でGDPの約20 %）に比較して十分に小さいとされている。この参考として、温室効果ガスの濃度と平均気温の予測上昇量などとの対応関係も示されている。2050年のCO2排出量を2000年比、-85 - 50 %とすれば排出量は2015年までにピークとなり産業革命以前比の気温上昇は2.0 - 2.4 ℃、-30 - +5 %とすれば2030年までにピークとなり2.8 - 3.2 ℃、+90 - +140とすれば2090年までにピークとなり4.9 - 6.1 ℃など、6パターンの予想が出された。一方、洪水地域や島嶼など温暖化の影響に弱い地域があるため、許容される被害の程度は国や地域によって異なる。どれくらいの濃度あるいは気温上昇が許容されるかという政治的・国際的合意は導き出されていない。
いずれにしても、エネルギー（発電、熱、動力）、運輸、省エネルギー、炭素固定など、広い分野にわたる技術面および政策面での対策により、社会全体で温室効果ガスの排出を減少させる、低炭素社会を構築していくことが必要とされている。また、今後10 - 30年ほどの間の努力が決定的に大きな影響を持つとされる（AR4 WG III、スターン報告、IEA 等）。対策が進む方向に向かってはいるものの、そのペースは遅すぎ、このままでは危険な道筋を辿ると見られる。しかしこれ以上の対策の先送りは経済的にも誤りであり、緊急かつ現状より大規模な行動の必要性が指摘されている。
地球温暖化の緩和策に取り組む自治体は大気汚染、貧困・不平等の削減、エネルギー分野での雇用創出などの副次的利益を享受している。また、産業界は市場競争力、災害に対するレジリエンス、業務効率の向上やコスト削減といった副次的利益を上げている。

### 緩和技術
（注：この節の内容は網羅的でない可能性があります。AR4などからさらに追記が必要と考えられます）
緩和に際しては、新しい低排出技術の開発と普及、排出量そのものの削減努力などが重要とされる（AR4 WG III、スターン報告）。

#### エネルギー供給

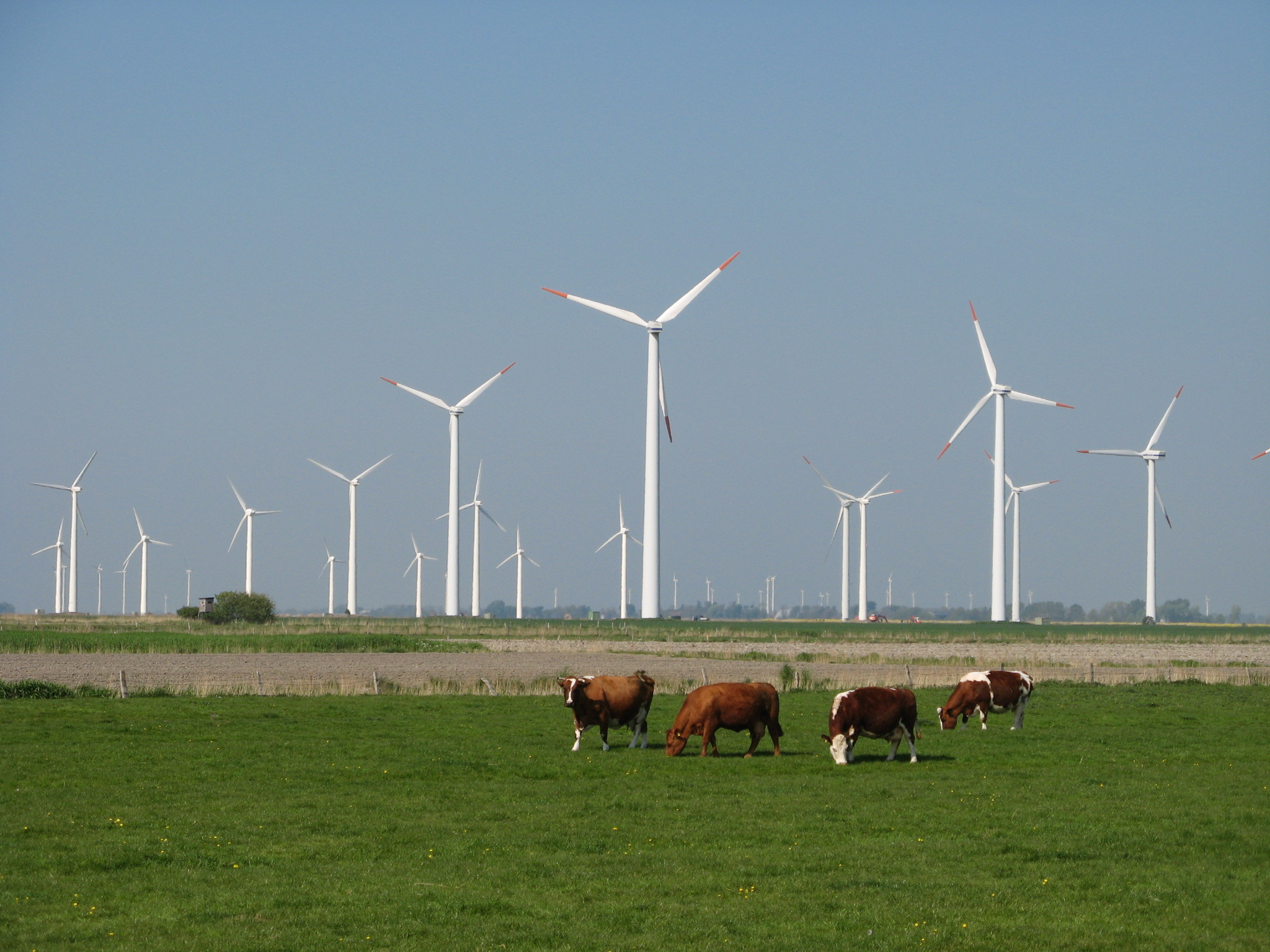
風力発電用の風車群

エネルギー供給面においては、下記のような技術が二酸化炭素排出量の削減に有効とされる。特に今後20年ほどの削減努力が重要とされている（AR4 WG III、スターン報告）。
今後10 - 30年ほどの間に普及が見込まれる技術：
- 各種エネルギー源の効率改善…各種動力源の熱効率改善など。
- 石炭や石油などから、より温室効果ガス排出量が少ない燃料への転換。
- 小規模分散型エネルギー源の導入…コージェネレーションや地域熱供給なども含む。
- 再生可能エネルギーの普及…特にバイオマスエネルギー、風力発電、太陽光発電・太陽熱発電・太陽熱利用、地熱発電・地熱・潮力発電などの普及可能性が指摘されている。それぞれ有効な分野は異なる。
- 電化の促進
- 原子力発電の活用…低コストで低炭素排出のベースロードとしての有効性が指摘されている。しかし原発事故などでのコストを加味するとむしろ高コストであるとの指摘の声が多い。
- 製鉄部門における低排出化…効率の高い日本などでの製鉄技術の世界への普及、ITmk3などが検討されている。
- 廃棄物発電　日本各地の廃棄物処理施設では廃熱発電が多く取り入れられ始めている。
- 運輸部門における電化や燃料転換、効率の向上…電気自動車、水素やバイオエタノールの利用など
- 住宅や自動車、船舶への太陽電池の搭載。

個々の対策にはそれぞれ特有の限界もあり、特定の対策の割合だけが増大すると費用対効果が悪化するため、エネルギー供給システム全体で考えることが必要と指摘されている（スターン報告）。例えば、下記のような課題が指摘されている（スターン報告、）。
- 一部のバイオマス燃料における排出量削減効果の向上、食料との競合解消
- 太陽光発電におけるコスト低減の継続
- 風力発電における平滑化技術や洋上発電技術の開発促進
- 原子力における低需要時の余剰電力対策のコストに釣り合う高い排出権価格

また、太陽光発電、風力発電などの発電量変動の大きい再生可能エネルギーの供給量を安定させるためには蓄電池などによるエネルギー貯蔵との組み合わせが有効とされ、エネルギー管理システム（EMS）と連携して電力網を最適化するスマートグリッドや家庭用エネルギーマネジメントシステム（HEMS)によるスマートハウスの研究開発及び実用化が進んでいる。
国際エネルギー機関による予測では、大気中のCO2濃度を450 ppmで安定化させるため、2050年までの排出削減量のうち、再生可能エネルギーで21 %、CCSで19 %、原子力発電で6 %を削減し、残りの54 %を省エネルギーなどで削減するシナリオが示されている。
将来普及する可能性が考えられる技術：
10 - 30年後までの普及は今のところ見込まれていないが、それ以降ならば普及する可能性があるもの
核融合エネルギー、宇宙太陽光発電などの研究開発が進められているが、いずれも開発・研究段階のため実用化できる確証はなく、今後10 - 30年間に大量普及する見込みは現時点では無い。

#### 省エネルギー
同じ社会的・経済的効果をより少ないエネルギーで得られる様にすることで、排出量の削減を図る。具体的な緩和策としては、下記のようなものが挙げられる。
- トップランナー制度 - 省エネ基準を一定レベル以上に保つ政策制度。
- 省エネラベリング制度、カーボンフットプリント、国際エネルギースタープログラム - 省エネレベルを製品に表示し、省エネ製品にインセンティブを与える政策制度。
- 運用改善
  - 節電…不要な機器の停止、待機電力の削減、電気代の削減、空調設備の負荷に応じた運転制御
  - 空調設定温度（クールビズ、ウォームビズなど）・照度などの設定の見直し、自然光の利用
  - 工程・製造方法の見直し
- 設備・機器の補修、効率的な設備への取替え
  - 成績係数の高い冷熱源設備（家庭では冷暖房・給湯器）、燃費の高い自動車、発光効率の高い照明、変換効率の高い・消費電力の低い電気製品の採用、計画的メンテナンスの実施。
- 省エネルギー設計 - 設計施工段階から省エネルギー仕様のものを採用する。BREEAM（イギリス）、LEED（アメリカ）、CASBEE（日本）などの評価制度がある。
- 照明のLED化。
- 断熱材、LOWE複層ガラスにより遮熱、断熱性能を向上させ空調負荷を削減
- 冷暖房の局所照射化（着座足元位置へのセラミックファンヒーターなどの小型隣接設置や、エアコンの先進スポット送風機能などを上手く利用。）
- タイムスイッチ (en) 、人感センサ、照度センサ等による照明制御
- スロットルコントローラー（自動車のアクセル緩和装置：ガソリンを無駄に消費しないエコドライブ支援機構を装置として車に組み込める）
- エネルギー管理システム（BEMS, HEMS） - コンピュータにより製造設備、空調、照明などを自動管理し、エネルギーや原材料の使用量を最適化するシステム。
- 交通計画 - 高度交通システムの諸技術、モビリティ・マネジメント、モーダルシフト、パークアンドライド、相乗り、カーシェアリング

#### 炭素固定

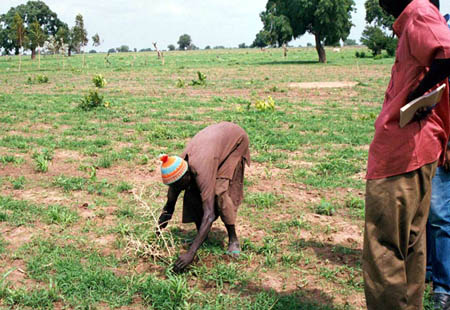
森林の再生（植林）活動

生物による炭素固定を促進することで、炭素吸収量を増加させることも有効とされる。京都議定書で吸収源活動と規定されているものがこれにあたり、具体的には、以下のようなものがある。
- 林業の促進、間伐材や木材の有効利用 - 木材資源の有効利用により伐採量を抑制、伐採後の植樹や育成によりカーボンニュートラルの達成が可能
- 新規の植林
- 植物の生育環境保全 - 灌漑、水資源の適切な管理
- 森林伐採量の抑制、自然植生の保護
- 休耕地の積極的な利用
- 二酸化炭素回収貯留（CCS）の技術についても研究が進んでおり、実用化されれば特に石炭など安価な化石燃料の当面の重要なオプションになるとされる（AR4 WG III、スターン報告）。
- 気泡塔（Bubble Column）法などによる二酸化炭素の固体炭素化[6][7]。

#### カーボンリサイクル
排出される二酸化炭素を回収し資源化。
- 燃料（e-fuelなど）やプラスチックの生産[8]。
- CO2を餌に水素菌を育て、食料用のタンパク質を生産[9]。

#### 地球工学的対策
上記の緩和策がうまく進まなかった場合の策や、対策が実効性を現すまでの経過策などとして、地球工学的な対策も提案されている。しかし各種のリスクを抱えており、いずれも有効な策としては扱われていない。
- 日傘効果の人工的な発生 - 人為的にエアロゾルを大気中に大量に放出することで、日傘効果による地球の冷却を図ろうという案。有効な策としては扱われていない[10]。
- 太陽光の遮断・反射 - 工学的な技術を駆使して、人工的に地表や大気のアルベドを高めたり、太陽光を遮ったりして地球の冷却を図ろうとする案。一部は技術的に可能とされるが、長期的な対策としての有効性は疑問視されており、経過策として扱われている[11]。
- 海洋への鉄や尿素の散布 - 植物性プランクトンの増殖を促す養分を海洋に散布し、光合成を促進して二酸化炭素を固定しようという考え方である[12]。しかしこのような肥料の投入は有毒な藻類の増殖を招き、海水中の酸素濃度を低下させて死の海域を産み出す恐れが指摘されている[13]。長期的な影響も明らかでなく、二酸化炭素よりも強力な温暖化ガスであるメタンを発生させ、逆効果になる可能性も指摘されている[14][15]。

#### 有効性が否定されている対策
- 地球の移動（ワールドジャンプデーなど） - 地球の公転軌道をずらして太陽から遠ざけようという案。理論的にも実証においても、有効ではないことが分かっている。

### 緩和行動
自主的な行動（気候変動防止活動）もなされている。

#### 循環型社会 (持続可能な社会)
以下に挙げるような循環型社会の形成を通じて、無駄なエネルギーの使用量を減らすことも有効とされる。
- 廃棄物発電や廃棄物の熱利用、熱回収（サーマルリサイクルを含む）…エネルギー起源の温室効果ガス排出量を減らすことが可能。廃棄物などの腐敗によって出るメタンガスの利用は、直接的に温室効果ガスの削減につながる。
- 3R・4R・5R・その他
  - リデュース…製品の耐久性向上などを通じた廃棄物（ごみ）の削減は、廃棄物の回収・処理に伴う温室効果ガスの削減につながる。リフューズ、リペア、リシンク、レンタル、リフォームもリデュースにつながる。
  - リユース（プロダクトリサイクルを含む）…製品の再使用を通じて新たな製品の生産が抑制されると、生産に伴う温室効果ガスの削減につながる。また、廃棄量の減少にもつながり、間接的にリデュースと同じ効果も得られる。リペア、レンタル、リフォームなどはリユースの具体的手法の1つ。
  - リサイクル（マテリアルリサイクルのみ）…新規に資源を採取して利用するよりも既存の製品などから再資源化して利用したほうが、エネルギーの使用や資源の精製・処理を通じた温室効果ガス排出量を減らすことができる場合がある。アルミニウムのリサイクルなどは削減効果が高い。
  - リファイン…廃棄物の分別を通じて、エネルギーの使用や資源の精製・処理を通じた温室効果ガス排出量を減らすことができる場合がある。
  - リターン…使用した製品や廃棄物を回収することで、エネルギーの使用や資源の精製・処理を通じた温室効果ガス排出量を減らすことができる場合がある。
  - リペア...壊れたものを直し再使用すること。廃棄物の削減に繋がる。
- 節水…浄水や下水処理に伴うエネルギー使用量の削減を通じ、温室効果ガスの排出量を削減することが可能。

ただし、資源の有効利用が優先され、結果的に全体のエネルギー使用量や炭素排出量が増加する場合もあり、ライフサイクルアセスメントを通じて循環利用と温室効果ガスの両面で循環型社会の形成を考えることや、その両立を目指して環境技術の開発を進めることが必要である。最近は土に還るプラスチックの開発がされた。

#### 生活様式
あらゆる生活部面に持続可能性を求める持続型社会への転換の有効性、および必要性も指摘されている（AR4 WG III）。具体的には、ライフスタイル（生活様式）の改善により温室効果ガスの排出削減を目指すものである。
IPCCの議長でベジタリアンでもあるラジェンドラ・パチャウリは、畜産業界全体から排出される温室効果ガスは世界の5分の1近くを占めるとし、イギリス政府に対して2020年までにイギリス国の食肉消費量を60 ％減らすキャンペーンの実施を求めた。個人ができる対策として、肉の消費を減らし自転車を利用し、必要なものだけを買うというライフスタイルの変革を提案している。
小規模分散型エネルギーの導入、再生可能エネルギーの導入、電化の促進、省エネルギー、節電、節水、3R・4R・5Rのほかに、以下のようなものがある。
- 食生活 - 世界全体では、牛などの反芻動物の腸内発酵と厩肥管理によって年間2.9 - 5.3 GtのGHGが発生している。それらを減らすため、野菜中心の健康的な食事に切り替えることで、土地部門からの排出量を世界全体で年間0.7 - 8 Gt（CO2換算）のGHGを削減でき[18]、世界人口の半数が肉からのタンパク質の量を1日60 gに制限した食事をした場合、GHG排出量を2.2 Gt削減することが出来るとされる。健康的で持続可能な食事の例としては、エネルギー消費の多い動物由来食品や、嗜好品的食品(甘味飲料など)の量が少なく、雑穀、豆類、野菜及び果物や、ナッツ及び種子が多く、炭水化物の閾値がある食事などが考えられる[19]。2023年11月に発表したWHOは健康、環境、手頃な価格の影響を分析評価するヨーロッパの食生活影響評価ツールの概説の中で動物性食品を減らし植物性食品をベースとしたフレキシタリアン（flexitarian）などのより健康的な食事に移行するなど食生活を変えなければ、危険レベルの気候変動を回避できなくなる可能性があるとした[20][21]。また、代替肉（植物製品由来）、培養肉などが注目されているが[22]、ipccは代替肉（植物製品由来）、培養肉、昆虫などの肉の類似品は、カーボンフットプリントや受容性が不確かであるとしている[18]。食品に関しては、地産地消・フードマイレージの低減・（栽培に必要なエネルギー消費が最小となる）適地適作の視点から最適なものを購入する。
- グリーン購入 - 低エネルギー消費の製品、製造や廃棄に伴う温室効果ガスの排出が少ない製品の購入や買い替え。過剰な購入の自粛、エコバッグなど多様なものがあり、物だけではなく、サービスについても適用できる手法。
- 交通・移動手段 - 温室効果ガスの排出が少ない移動手段への転換。電気自動車や電車、自転車、徒歩への転換、2アップ3ダウンなど。
- 衣生活 - クールビズやウォームビズを通じた節電など。
- 住生活 - 自宅の緑化、断熱建材の利用、自然採光による照明削減、LED照明への利用など。

この分野は、吸収源活動や産業部門での削減に比べ、削減量の見込みに関して不確実性が最も高い。日本の京都議定書目標達成計画の見直し議論においても、国民のライフスタイル改善による温室効果ガス削減量を2010年度で678万 - 1050万トンと見込む具体的な数値が算出されたことに対して、その根拠が曖昧であることなどへの批判が噴出した。

#### 人口増加の抑制による過剰人口の解消

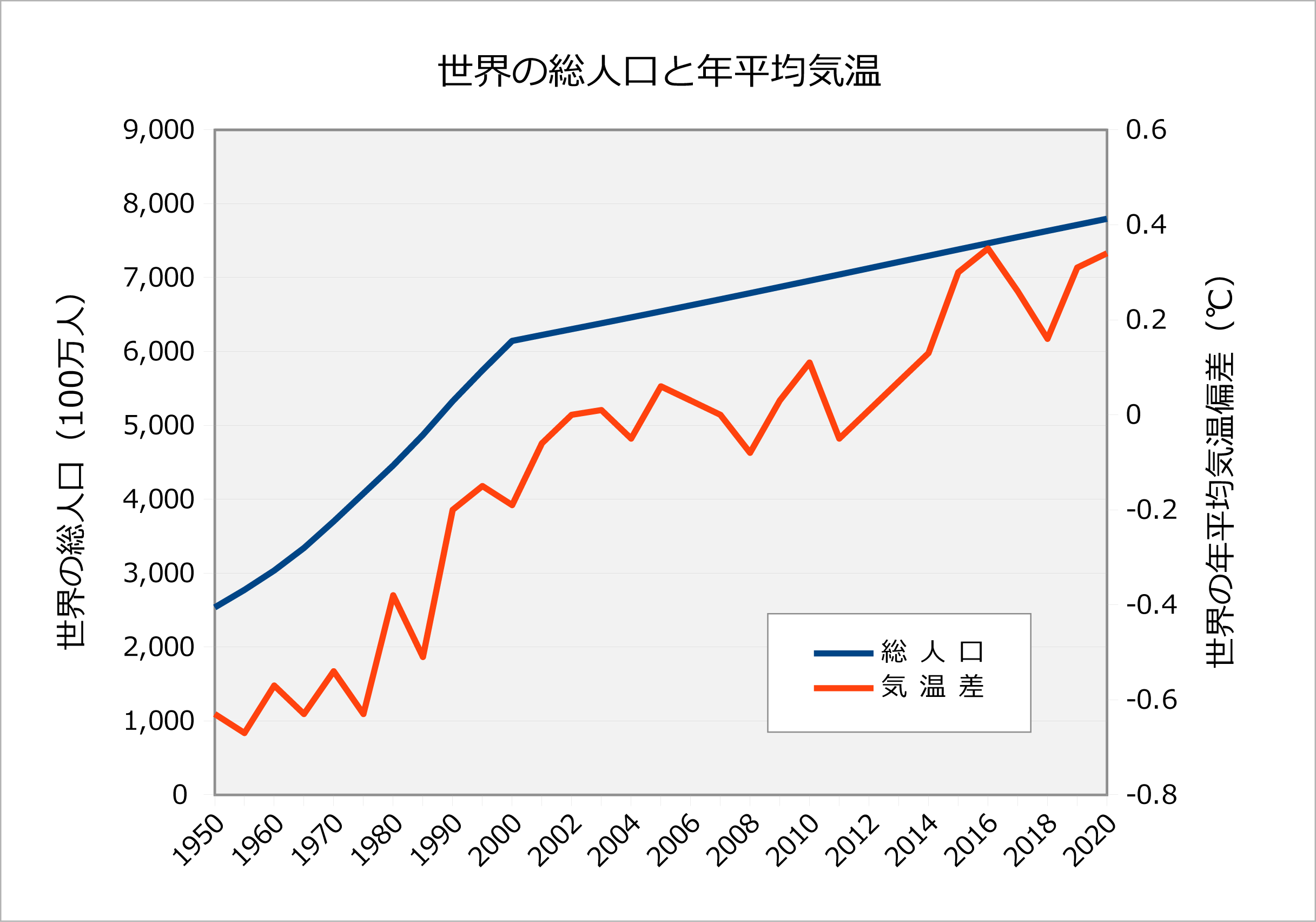
世界の総人口と世界の年平均気温偏差の経年変化

エネルギー効率などを上げるとともに、エネルギーの消費量を増やすことにつながる人口の過剰（人口問題）に対しても、対策を考えるべきだという指摘がある。
| 順位 | 国名             | 就学率 | 出生率 |
| ---- | ---------------- | ------ | ------ |
| 1    | 日本             | 100.0  | 1.3    |
| 2    | スペイン         | 99.8   | 1.5    |
| 3    | イラン           | 99.7   | 1.8    |
| 4    | ジョージア       | 99.6   | 1.6    |
| 5    | イギリス         | 99.6   | 1.9    |
| 6    | カナダ           | 99.5   | 1.6    |
| 7    | スリランカ       | 99.5   | 2.3    |
| 8    | ニュージーランド | 99.5   | 2.2    |
| 9    | ギリシャ         | 99.4   | 1.5    |
| 10   | キューバ         | 99.3   | 1.5    |
| ・   | ・               | ・     | ・     |
| 176  | ナイジェリア     | 61.4   | 5.7    |
| 177  | チャド共和国     | 61.0   | 6.2    |
| 178  | コンゴ           | 58.9   | 4.4    |
| 179  | コートジボワール | 57.2   | 4.6    |
| 180  | ニジェール       | 54.0   | 7.1    |
| 181  | 赤道ギニア       | 53.5   | 5.3    |
| 182  | ギニア・ビサウ   | 52.1   | 5.7    |
| 183  | ジブチ           | 40.1   | 3.9    |
| 184  | スーダン         | 39.2   | 4.2    |
| 185  | エリトリア       | 35.7   | 4.6    |

発展途上国でも人口が増え、世界人口が過剰になっている、それにより環境に悪影響を与えることは多くの国で認識されているが、温暖化対策会議などにおいて、人口抑制の効果についてはほとんど話し合われていない。出生率を下げ、過剰人口による温室効果ガスを削減しつつ、人権を守るという考えがある。少女と若い女性に教育（女子教育）の機会を与え教育状況を改善し、男女平等に働く機会を与えることで、人口増加が抑制され自然に人口は減少すると考えられる。
人口転換 （demographic transition）理論と呼ばれる、人口変動のパターンがある。人口動態の変化は、経済状態により、多産多死から多産少死を経て、やがて少産少死に至るという3段階に分けることができる。
- 第1段階　多産多死。伝統社会で農耕など多くのマンパワーを必要とし出生率が高いが、飢餓や疫病、戦争などで多くの人が死ぬ。
- 第2段階　多産少死。経済の発展により、生活の質、医療の向上で死亡率は低下するが、出生率は依然として高い。
- 第3段階　少産少死。さらなる経済発展により死亡率は低下、一方で出生率も低下する。出生率低下の要因は、子供の養育コストの増大や女性の自立化などが考えられる[32]。

学習機会の少なかった層に教育機会を与えることで、社会進出を促し、国の経済を発展させ出生率・死亡率を低下させることで、人口増加を抑制することができると考えられる。
一方、人口抑制、削減への批判も上がっている。教育機会を与え人口を減らすという考えは、先進国で人口が減少していることを根拠に、発展途上国でも先進国と同じような状態を作ろうという考えである。つまり発展途上国を対象にした考え方であり、先進国が途上国の人口を抑制しようという政治的で危険な考え方である。この考えは温暖化対策のために、科学を根拠に発展途上国に対する人種差別的な行動を正当化する恐れもある。
ジョンズ・ホプキンズ大学ポール・H・ニッツェ高等国際関係大学院のアービンド・ラビクマール助教授は、「先進国の多くの白人が、人口を減らすべきだと言っているのは、『帝国主義の枠組み』という言葉を定義するものだ（A bunch of white people in the developed world saying population should be reduced is the definition of an imperialist framing.）」と批判している。
人口が減ったとしても温暖化への影響は限定的だと考えられ、人口に関わらず、すべての元凶である温室効果ガスを止めなくてはならない。また、すでに多くの発展途上国ではGDPが上昇してきており、成長の初期段階で出生率が低下するのはGDPの上昇に混乱をもたらし、GDP成長を低下させ、逆に人口減少を妨げてしまう可能性があるとの考えもある。

#### 排出管理システム
二酸化炭素の排出量を把握するため、エネルギーや消費財の使用量から間接的にそれを推定するシステムがある。環境全体への負荷を考えるエコロジカル・フットプリントに対して温室効果ガスを対象としたものをカーボンフットプリントという。家庭では環境家計簿を通じ、電力・水道・ガスの使用量などを入力して簡単に算出することができる。企業の場合は環境会計があるが、温室効果ガスの排出量を取り入れた会計基準はまだ標準化されていない。
また、商品・サービス、市民活動など様々な分野で、温室効果ガスの排出量を表示する、いわゆる見える化の取り組みを行う動きがある。

### 緩和コスト
緩和のための費用は、下記のような報告書により、想定される被害規模に比して桁違いに少なくできると予測されている。同時に、急がなければ被害額や緩和コストが増えるだろうことも指摘されている。
- スターン報告では、大気中の二酸化炭素濃度を550 ppmで安定化させるための費用を世界のGDPの1 %程度と見積もっている（スターン報告を参照）。
- IEAは2008年6月に発表した報告書において、450 ppmで安定化させるためのエネルギー供給面での対策費用を世界のGDPの1.1 %程度と見積もっている[5]。さらに2011年には、2020年までの発電部門の排出量を減らす投資を1ドル減らす毎に、2020年以降に4.3ドルの追加投資が必要になると予測している[2]。「行動の先送りは経済的に誤りである」「気候変動に対処するさらなる行動を先送りする余裕は無い」と指摘し、緊急かつ大規模な行動の必要性を訴えている[2]。
- OECDは2012年発表の報告書[35] において、人類が有効な手立てをとらない場合、「気候変動、生物多様性、水、汚染による健康への影響」に関して「経済面および人的影響面での重大なコストと結果」を招くと警告している[36]。また温室効果ガスの濃度を450 ppmに抑制した場合、「経済成長率は年率平均0.2ポイント押し下げられ、2050年の世界GDP は5.5 %程度削られるが、これは何も対策を講じない場合の潜在的コストに比べれば取るに足りないものである」と指摘している[36]。

### 緩和政策

#### 新技術の開発・普及促進
上記のような新技術の開発と普及のために、現状よりも積極的な投資の必要性が指摘されている（AR4 WG III、スターン報告）。普及に際しては、化石燃料に対する多額の補助金がこれら新技術の普及を妨げること、新技術の価格は普及と共に低減することなどが指摘されている（スターン報告）。具体的な政策としては、下記のような政策が挙げられる。
- 新技術への研究開発資金の増額
- 再生可能エネルギーなど新しいエネルギー源に対する普及促進策 - 具体的には固定価格買い取り制度（フィードインタリフ制度）などが挙げられている。
- カーボンプライシング（下記）により、相対的に新技術の競争力を高める。
- 省エネ技術の普及には、トップランナー制度などが効果を上げている。

#### カーボンプライシング
外部コストを明確にし、かつ低排出な技術の競争力を相対的に高めるため、温暖化ガスの排出に何らかの支出を課するカーボンプライシング（炭素価格、Carbon pricing）の有効性が指摘されている。具体的な手法としては、下記のようなものが挙げられている（AR4 WG III、スターン報告）。
- 炭素税（環境税）
- クリーン開発メカニズム（CDM）…京都メカニズムとも呼ばれる。
- 炭素市場 - 国内排出証取引、排出権取引
- 法律や条令の直接規制による削減義務
  - 企業に関しては、企業の社会的責任を果たす目的で自主的に削減を行う向きもある。

また、現在変動相場制・管理通貨制の下にある通貨を「排出権本位制」や「炭素本位制」にするといった、通貨制度の面から温暖化の緩和を図ろうとする手法も一部で提案されている。

#### 国際協力
AR4 WG IIIやスターン報告において、（対策が無ければ）途上国での排出量が今後大幅に増えると予測される一方、途上国における温暖化の被害も先進国よりも大きくなると予測されており、排出量削減や炭素固定などに関する情報提供や技術供与を行う必要性が指摘されている。
国家単位では、政府開発援助としての協力、公的研究機関や国内企業と連携した協力が主である。国際的枠組みとしてはクリーン開発と気候に関するアジア太平洋パートナーシップやIEAなどがあり、主に先進国から発展途上国に対する技術供与という形で、技術協力が行われている。

#### 啓蒙・啓発

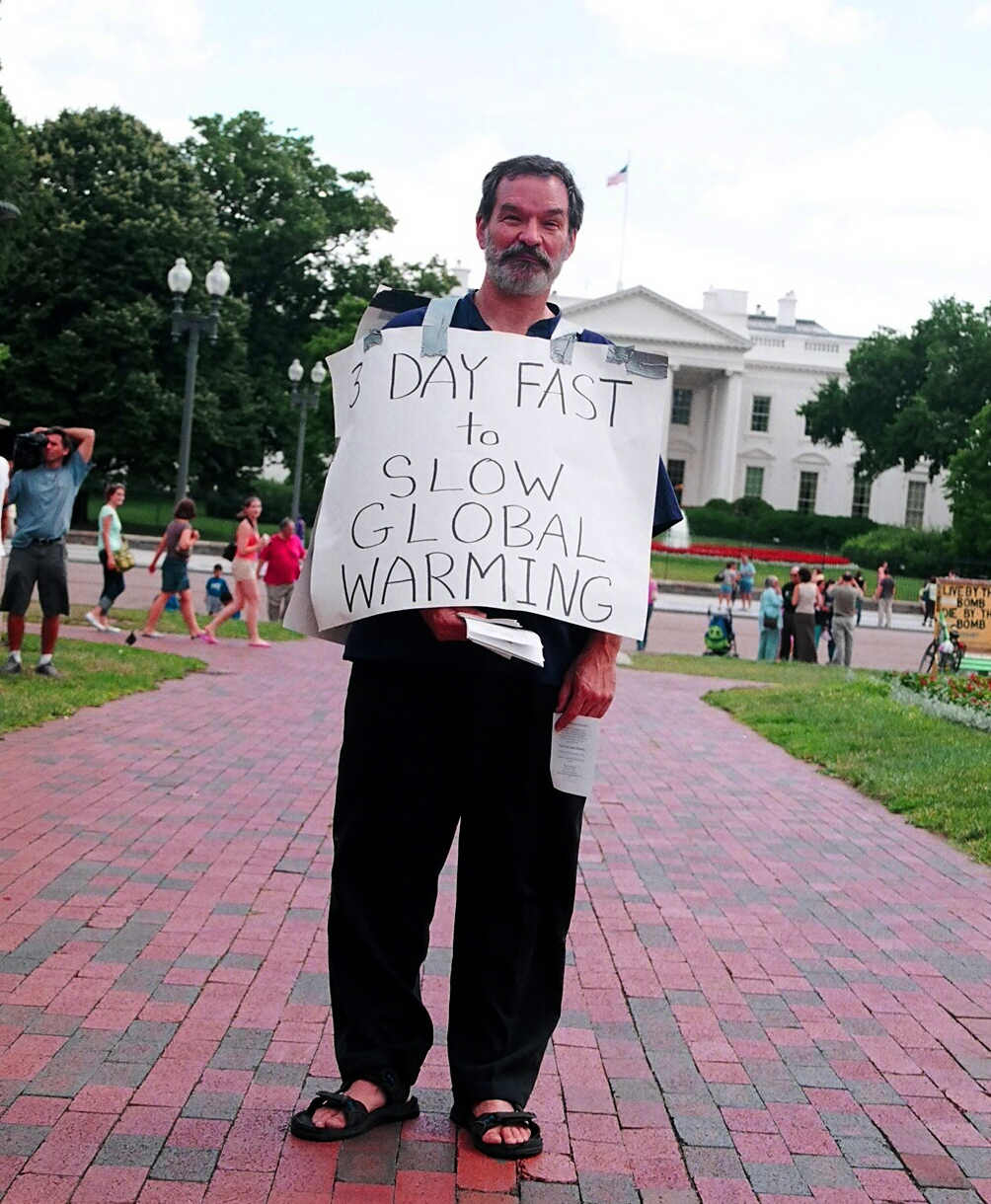
地球温暖化の早期防止を訴える活動、2005年7月、ワシントン・ホワイトハウス前にて。

民間や市民へのさらなる啓蒙・啓発の必要性が指摘されている（AR4 WG III、スターン報告など）。
省エネルギー等においては、行政・企業・営利団体による啓発活動もさることながら、非営利・民間団体（特に環境保護団体）による啓発活動や、政治・行政の監視、市民運動も盛んである。また、主に政策面で、学校やマスメディアを通した環境教育も行われている。
途上国と先進国、国内でも温暖化対策により利益や損失を受ける立場など、立場によっても認識にずれがあることが指摘されており、これを埋めるための啓蒙活動も必要だとされている（AR4 WG III、スターン報告など）。
詳しくは環境問題・環境保護運動も参照。

## 適応策
地球温暖化対策は温暖化の軽減に主眼を置いているが、海水面上昇や気象の変化といった、温暖化によって引き起こされると考えられている諸問題に対する適応策も行われている。将来、温暖化を防げなかった場合、温暖化の軽減がうまく進まなかった場合や、温暖化対策が効果を挙げるまでの猶予期間の災害などを考慮して、こういった対策が求められる。

### 海面上昇対策
海面上昇に対する対策は以下の通り。
- 住環境 - 住居の高床化などがある。最終的には移住も検討されている（後述）。
- インフラ - 高潮防止用の堤防、緊急貯水池の設置、塩水化した水に変わる新たな飲料水の確保などがある。
- 産業面 - 水没した農地、塩害への対策など。

さらに、現在構想段階の計画としては、現在の土地に6 - 10 mの砂を乗せてその上に家を作る、「デルタ3000」という計画が存在する。

### 異常気象・気候の変化への対策
異常気象への対策には、災害情報伝達や防災の強化、災害知識の普及、気象観測・予測の強化などが挙げられる。
また、気候の変化に伴う影響とその対策として、以下のようなものが挙げられる。
- 感染症の拡大 - 検疫の強化、ワクチン、予防知識の普及など。

### 氷河融解などへの対策
氷河の融解に伴う洪水への対策として、周辺の集落の治水対策強化、移住などが挙げられる。

### 生態系保全・生物への影響に関する対策
生態系保全（生物・植物など）については、レッドデータブックに象徴されるような調査や保護管理活動による対策が行われているが、現在不十分なところも多い。
広義での生物への影響として、食料となる動植物への影響を通して人間に与える影響もある。これに関しては、以下のような策がある。
- 農業 - 品種改良、農法の改善、水源の確保など。
- 資源保護 - 水産資源、狩猟対象となる動物、食料や資料となる植物の種苗に対して、保護や採取の規制、管理・監視を行う。
- 食生活・産業の転換 - 希少性の高い食料や減少しつつある食料から、安定供給が可能な食料への転換。

### 環境難民対策
地球温暖化の諸影響により生じる環境難民への対策も必要である。すでに、海面上昇の影響を受ける太平洋の島嶼地域などでは、移住の議論や移住先の交渉などが始まっている。